# Зоран Попович
Зоран Попович (серб. Zoran Popović, нар. 28 травня 1988, Пакраць) — сербський футболіст, воротар клубу «Железнічар» (Панчево). Найбільш відомий виступами за «Црвену Звезду», з якою виграв ряд національних трофеїв, але основним воротарем не був.

## Ігрова кар'єра
Народився 28 травня 1988 року в місті Пакраць. Вихованець футбольної школи клубу «Чукарички». За першу команду Зоран так і не дебютував, виступаючи на правах оренди за нижчолігові клуби «Братство» (Крняча), «Вршаць» та «Палич».
Влітку 2008 року перейшов до «Вождоваца», за який дебютував у Першій лізі 7 вересня 2008 року, вийшовши в стартовому складі у переможному матчі проти белградського «Хайдука» (2:0). Загалом за сезон він зіграв 18 ігор, але команда посіла передостаннє 17 місце і вилетіла до третього дивізіону. Після цього Попович покинув команду і протягом наступних двох сезонів він грав за «Белград», що теж виступав у третьому дивізіоні, а потім повернувся у «Вождовац». 2012 року він посів з командою 1 місце у своїй групі і повернувся до Першої ліги. Так теж залишався основним воротарем, посівши з командою 2 місце, що дозволило їй вийти до Суперліги.
Влітку 2013 року він перейшов до «Воєводини», але так і не зіграв жодного матчу за нову команду, через що у січні 2014 року повернувся до «Вождоваца», де 1 березня зіграв свій перший матч у Суперлізі, зігравши якраз проти свого попереднього клубу, «Воєводини» (0:2).
Влітку 2014 року його підписав клуб «Напредак» (Крушевац). Попович дебютував за цей клуб 9 серпня в домашній грі проти «Чукаричок» (0:2) і загалом за сезон зіграв 19 ігор Суперліги. Після цього Попович знову повернувся до «Вождоваца» і на цей раз нарешті став основним воротарем команди. Завдяки своїм виступам у сезоні 2016/17 років його включили до символічної збірної Суперліги.
12 лютого 2018 року норвезький клуб «Буде-Глімт» оголосив про підписання контракту з Поповичем. Втім, за кордоном Поповичу закріпитись не вдалося і 26 червня 2018 року він повернувся на батьківщину, ставши гравцем столичної «Црвени Звезди». Виступав як дублер основного воротаря Мілана Боряна, але інколи виходив на поле у національному чемпіонаті та Кубку Сербії, а також навіть дебютував у Лізі Європи. У складі «Црвени Звезди» Попович став багаторазовим чемпіоном Сербії та володарем Кубка Сербії. 22 січня 2020 року Попович підписав попередній контракт з «Левскі» (Софія), який мав набути чинності 1 липня 2020 року, після завершення контракту з белградцями. Однак, через пандемію COVID-19 перехід не відбувся і Попович повернувся до «Црвени Звезди» влітку того ж року, продовживши контракт із клубом. Згодом, у першій половині 2023 року, Попович грав на правах оренди за «Чукарички».
Влітку 2024 року Попович приєднався до клубу «Железнічар» (Панчево). Станом на 12 червня 2025 року відіграв за команду 27 матчів в національному чемпіонаті.

## Статистика виступів

### Статистика клубних виступів
Станом на 26 червня 2018
| Сезон                | Клуб                  | Чемпіонат            | Чемпіонат | Чемпіонат | Національний кубок | Національний кубок | Національний кубок | Континентальні кубки | Континентальні кубки | Континентальні кубки | Суперкубки | Суперкубки | Суперкубки | Усього | Усього |
| Сезон                | Клуб                  | Ліга                 | Ігор      | Голів     | Ліга               | Ігор               | Голів              | Ліга                 | Ігор                 | Голів                | Ліга       | Ігор       | Голів      | Ігор   | Голів  |
| -------------------- | --------------------- | -------------------- | --------- | --------- | ------------------ | ------------------ | ------------------ | -------------------- | -------------------- | -------------------- | ---------- | ---------- | ---------- | ------ | ------ |
| 2007–08              | «Палич»               | СрЛ (ІІІ)            | ?         | -?        | КС                 | ?                  | -?                 | -                    | -                    | -                    | -          | -          | -          | ?      | -?     |
| 2008–09              | «Вождовац»            | 1Л (ІІ)              | 18        | -22       | КС                 | ?                  | -?                 | -                    | -                    | -                    | -          | -          | -          | 18     | -22+   |
| 2009–10              | «Белград»             | СрЛ (ІІІ)            | ?         | -?        | КС                 | ?                  | -?                 | -                    | -                    | -                    | -          | -          | -          | ?      | -?     |
| 2010–11              | «Белград»             | СрЛ (ІІІ)            | ?         | -?        | КС                 | ?                  | -?                 | -                    | -                    | -                    | -          | -          | -          | ?      | -?     |
| Усього за «Белград»  | Усього за «Белград»   | Усього за «Белград»  | ?         | -?        |                    | ?                  | -?                 |                      | -                    | -                    |            | -          | -          | ?      | -?     |
| 2011–12              | «Вождовац»            | СрЛ (ІІІ)            | ?         | -?        | КС                 | ?                  | -?                 | -                    | -                    | -                    | -          | -          | -          | ?      | -?     |
| 2012–13              | «Вождовац»            | 1Л                   | 32        | –         | КС                 | ?                  | -?                 | -                    | -                    | -                    | -          | -          | -          | 32     | –+     |
| лип.-жовт. 2013      | «Воєводина»           | СЛ                   | 0         | 0         | КС                 | 0                  | 0                  | ЛЄ                   | -                    | -                    | -          | -          | -          | 0      | 0      |
| січ.-черв. 2014      | «Вождовац»            | СЛ                   | 4         | -3        | КС                 | -                  | -                  | -                    | -                    | -                    | -          | -          | -          | 4      | -3     |
| 2014–15              | «Напредак» (Крушевац) | СЛ                   | 19        | –         | КС                 | 1                  | 0                  | -                    | -                    | -                    | -          | -          | -          | 20     | –      |
| 2015–16              | «Вождовац»            | СЛ                   | 32        | -33       | КС                 | 0                  | 0                  | -                    | -                    | -                    | -          | -          | -          | 32     | -33    |
| 2016–17              | «Вождовац»            | СЛ                   | 24        | -30       | КС                 | 2                  | -2                 | -                    | -                    | -                    | -          | -          | -          | 26     | -32    |
| 2017-лют. 2018       | «Вождовац»            | СЛ                   | 22        | –         | КС                 | 0                  | 0                  | -                    | -                    | -                    | -          | -          | -          | 22     | –      |
| Усього за «Вождовац» | Усього за «Вождовац»  | Усього за «Вождовац» | 132+      | -126+     |                    | 2+                 | -2+                |                      | -                    | -                    |            | -          | -          | 134+   | -129+  |
| лют.-черв. 2018      | «Буде-Глімт»          | ЕС                   | 7         | -10       | КН                 | 2                  | -3                 | -                    | -                    | -                    | -          | -          | -          | 9      | -13    |
| 2018–19              | «Црвена Звезда»       | СЛ                   | 0         | 0         | КС                 | 0                  | 0                  | -                    | -                    | -                    | -          | -          | -          | 0      | 0      |
| Усього за кар'єру    | Усього за кар'єру     | Усього за кар'єру    | 158+      | -155      |                    | 5+                 | -5+                |                      | 0                    | 0                    |            | -          | -          | 163+   | -160+  |

## Досягнення
Црвена Звезда
- Чемпіон Сербії (5): 2018/19[9], 2019/20[10], 2020/21[11], 2021/22[12], 2023/24[13]
- Володар Кубка Сербії (4): 2020/21[14], 2021/22[15], 2022/23[16], 2023/24[17]

### Індивідуальні
У Команді сезону сербської Суперліги: 2016/17